# Bergstraße

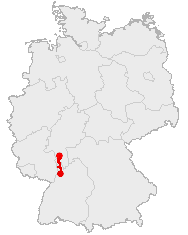
Localizzazione della strada

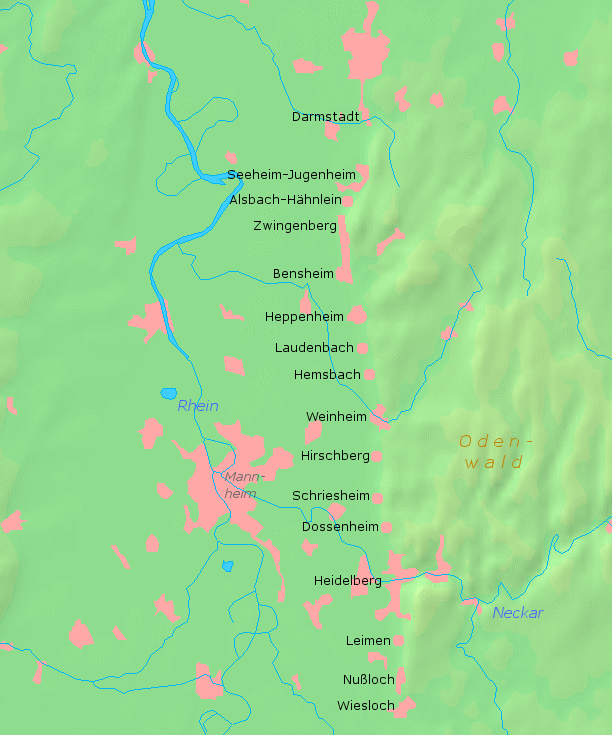
Bergstraße

Bergstraße (in tedesco: Strada di montagna) è una strada che costeggia il bordo occidentale della zona collinare dell'Odenwald collegando Darmstadt con Wiesloch, nel contempo è il nome dato alla regione che comprende i dintorni della strada.
La strada dà il nome al circondario della Bergstraße e alle zone vinicole chiamate Hessische Bergstraße (Assia) e Badische Bergstraße (Baden-Württemberg).

## Località lungo la Bergstraße
La Bergstraße attraversa i seguenti comuni (da nord a sud):
- Darmstadt
  - Darmstadt
  - Darmstadt-Eberstadt

Modau
- Seeheim-Jugenheim (Alte Bergstraße)
  - Malchen
  - Seeheim
  - Jugenheim
- Alsbach-Hähnlein (Alte Bergstraße)
  - Alsbach
- Bickenbach (Bergstraße) (Neue Bergstraße)
- Zwingenberg (Bergstraße)
- Bensheim
  - Auerbach
  - Bensheim
- Heppenheim (Bergstraße)
- Laudenbach (Bergstraße)
- Hemsbach
- Weinheim
Weschnitz
  - Sulzbach
  - Weinheim
  - Lützelsachsen
  - Hohensachsen
- Hirschberg an der Bergstraße
  - Großsachsen
  - Leutershausen
- Schriesheim
- Dossenheim
- Heidelberg
  - Heidelberg-Handschuhsheim
  - Heidelberg-Neuenheim

Neckar
  - Heidelberg
  - Heidelberg-Rohrbach
- Leimen (Baden)
- Nußloch
- Wiesloch